# Пресняков, Владимир Михайлович
Владимир Михайлович Пресняков (род. 17 апреля 1974, Свердловск, РСФСР, СССР) — драматург, прозаик, участник дуэта Братья Пресняковы.

## Биография
Родился в Свердловске. Учился в Гимназии № 116. Закончил филологический факультет УрГУ, кандидат педагогических наук (диссертация по специальности «Педагогика высшей школы»). Долгое время преподавал на факультете социологии и политологии УрГУ.
В 1998 году вместе с братом создал при УрГУ «Театр имени Кристины Орбакайте», где представлял свои ранние пьесы в собственной режиссуре. В начале 2000-х годов приобрел общероссийскую, а затем и международную известность. Постоянно проживает в Екатеринбурге.

## Пьесы
- «З. О. Б.» (1999)
- «Половое покрытие» (2000, публ. «Майские чтения» 3-2000, с 2003)
- «Приход тела» (2000)
- «Европа-Азия»
- «Сет-1» (2001)
- «Сет-2» (2001)
- «Кастинг» (2001)
- «Еду я по выбоине, из выбоины не выеду я» (2002)
- «Терроризм» (2002)
- «Пленные духи» (2002)
- «Изображая жертву» (2002)
- «Воскресенье. Супер» (2004)
- «Конёк-горбунок» (по мотивам сказки П. Ершова) (2008) и др.
- «Паб» (поставлена в 2008 году)

Мировая премьера пьесы «Изображая жертву» (Playing a Victim) состоялась на Эдинбургском фестивале-2003 в копродукции театров «Ройял Корт» и «Told by Idiot» (режиссёр — Ричард Уилсон).
Пьеса «Изображая жертву» поставлена Кириллом Серебренниковым во МХАТ им. А. П. Чехова (2003).
Пьеса «Воскресение. Супер» (по мотивам романа Л. Н. Толстого «Воскресение») поставлена Юрием Бутусовым в Театре п/р. Олега Табакова (2004).
Премьера музыкальной сказки «Конёк-горбунок» (стихи Алексея Кортнева) состоялась в МХТ им. Чехова 15 мая 2008 года. Спектакль удостоен Высшей театральной премии Москвы «Хрустальная Турандот» (номинация «Лучший спектакль сезона», 2008) и Национальной театральной премии «Золотая маска» (номинация «Лучший спектакль в жанре оперетты / мюзикла», 2009).
Также за эту постановку стали лауреатами Национальной премии «Музыкальное сердце театра» в номинации «Лучшая пьеса (драматург / перевод)» (2009).

## Фильмография
Сценарии к фильмам:
- 2003 — Постельные сцены
- 2006 — Изображая жертву
- 2008 — День Д
- 2009 — Европа-Азия (реж. И. Дыховичный)
- 2012 — После школы (режиссура, сценарий)
- 2025 — Финал (режиссура, сценарий)